# かわさき北部斎苑
かわさき北部斎苑（かわさきほくぶさいえん）は、神奈川県川崎市高津区にある斎場・火葬場。1932年に開設された。友引の日や年末年始は休業となっている。2004年にかわさき南部斎苑が開設されるまでは市内で唯一の施設で「川崎市立葬祭場」と称していた。

## 斎場所在地
〒213-0013 神奈川県川崎市高津区下作延6丁目18番1号

## 最寄り駅
- 南武線津田山駅から徒歩で7分。

## 沿革
- 1932年4月30日 - 開設し、利用開始。
- 1983年 3月15日 - 改築が行われた。
- 2014年-2018年 - 火葬炉の全16基入れ替えや鉄骨4階建屋の増築工事が行われる。

## 施設内
- 敷地面積 19,778,06m²
- 建築構造 鉄筋コンクリート
- 延べ床面積 5,878,85m²
- 火葬炉 16基燃料都市ガス緊急時軽油
- 休憩室 9室
- 霊安室 1室

## 葬儀・火葬が行われた有名人
- 市川昭介